# استان کوفو
استان کوفو (به لاتین: Kouffo Department) یک استان در بنین است.

## خصوصیات
استان کوفو ۲٬۴۰۴ کیلومترمربع مساحت و ۷۴۱٬۸۹۵ نفر جمعیت دارد.